# Дукен
Дуке́н (каз. Дүкен) — село у складі Іргізького району Актюбінської області Казахстану. Входить до складу Нуринського сільського округу.
Населення — 93 особи (2021; 163 у 2009, 284 у 1999, 356 у 1989).